# Viubråtån Station
Viubråtan Station (Viubråtan stasjon eller Viubråtan holdeplass) var en jernbanestation på Gjøvikbanen, der lå i Lunner kommune i Oppland fylke i Norge. 
Stationen åbnede som trinbræt 1. juni 1937. Den blev nedlagt for almindelig trafik 3. juni 1986. Indtil 2006 kunne den dog stadig benyttes efter behov, idet man måtte kontakte NSB en uge i forvejen for at aftale standsning på stationen. Stationen var ikke tilgængelig med bil. Til gengæld lå den ved det i 2015 nedlagte Viubråtan Feriesenter.